# Nouilhan
Nouilhan is een gemeente in het Franse departement Hautes-Pyrénées (regio Occitanie) en telt 178 inwoners (2005). De plaats maakt deel uit van het arrondissement Tarbes.

## Geografie
De oppervlakte van Nouilhan bedraagt 4,6 km², de bevolkingsdichtheid is 38,7 inwoners per km².

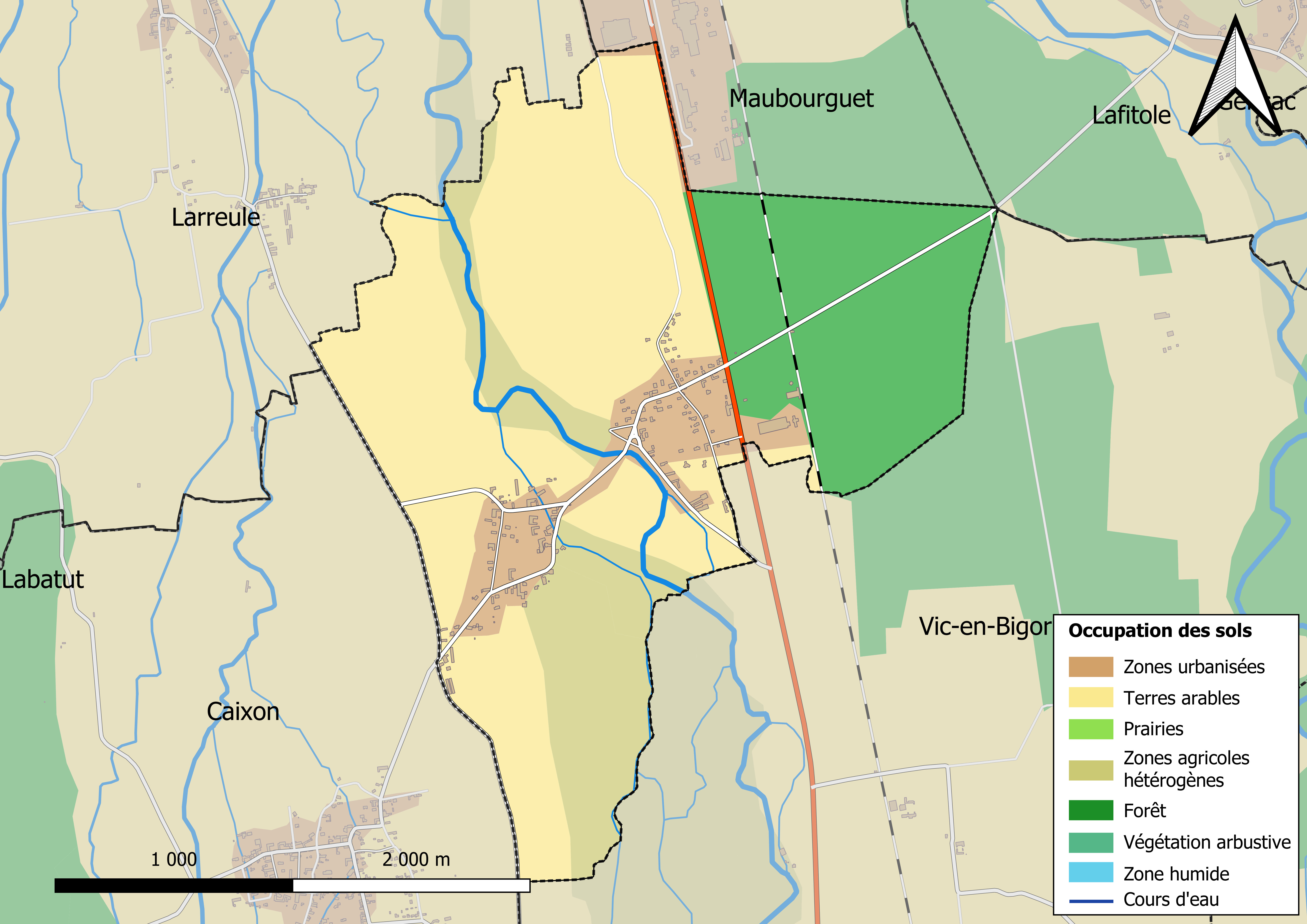
Kaart van de gemeente met belangrijkste infrastructuur, bodemgebruik en omliggende gemeenten

De onderstaande kaart toont de ligging van Nouilhan met de belangrijkste infrastructuur en aangrenzende gemeenten.

## Demografie
Onderstaande figuur toont het verloop van het inwonertal (bron: INSEE-tellingen).